# جولی فن خلدر
جولی فن خلدر (هلندی: Julie Van Gelder؛ زادهٔ ۱۷ سپتامبر ۱۹۹۳) ژیمناست آکروباتیک زن اهل بلژیک است.